# Ехиме
Ехимѐ (на японски: 愛媛県, по английската Система на Хепбърн Ehime-ken, Ехиме-кен) е префектура в Япония. Разположена е в северозападната част на остров Шикоку. Площ 5676 кв. км. Население 1 493 126 жители (2000 г.). Главен административен център е град Мацуяма. Аграрен район. Зърнопроизводство и субтропично земеделие. Производството на цитрусови плодове. В района се намират най-богатите находища на медни руди в Япония.